# Liolaemus silvai
Liolaemus silvai är en ödleart som beskrevs av  Ortiz 1989. Liolaemus silvai ingår i släktet Liolaemus och familjen Tropiduridae. Inga underarter finns listade i Catalogue of Life.